# Manodrome
Manodrome è un film del 2023 scritto e diretto da John Trengove.

## Trama
Ralphie è un autista newyorkese di Uber che sta lottando per sbarcare il lunario con la sua compagna, Sal. Ralphie viene introdotto in un gruppo di sostegno tutto al maschile da un amico, e dopo aver subito un esaurimento, rovina in un vortice di follia distruttiva e violenta.

## Promozione
Il primo trailer del film è stato diffuso il 30 ottobre 2023.

## Distribuzione
Il film è stato presentato in anteprima al 73º Festival internazionale del cinema di Berlino il 18 febbraio 2023.

## Accoglienza
Su Rotten Tomatoes, il film riporta una valutazione della critica del 64% basata su 14 recensioni, con una valutazione media di 6,6/10.